# العلاقات البلغارية المالطية
العلاقات البلغارية المالطية هي العلاقات الثنائية التي تجمع بين بلغاريا ومالطا.

## مقارنة بين البلدين
هذه مقارنة عامة ومرجعية للدولتين:
| وجه المقارنة                                              | بلغاريا                                                                             | مالطا                                                     |
| --------------------------------------------------------- | ----------------------------------------------------------------------------------- | --------------------------------------------------------- |
| المساحة (كم2)                                             | 110.99 ألف                                                                          | 316                                                       |
| عدد السكان (نسمة)                                         | 7.08 مليون                                                                          | 465.29 ألف                                                |
| الكثافة السكانية (ن./كم²)                                 | 63.79                                                                               | 147.24 ألف                                                |
| العاصمة                                                   | صوفيا                                                                               | فاليتا                                                    |
| اللغة الرسمية                                             | اللغة البلغارية                                                                     | اللغة المالطية، لغة إنجليزية                              |
| العملة                                                    | ليف بلغاري                                                                          | يورو، ليرة مالطية                                         |
| الناتج المحلي الإجمالي (بليون دولار)                      | 56.83 مليار                                                                         | 12.54 مليار                                               |
| الناتج المحلي الإجمالي (تعادل القوة الشرائية) بليون دولار | 130.99 مليار                                                                        | 14.68 مليار                                               |
| الناتج المحلي الإجمالي الاسمي للفرد دولار أمريكي          | 8.03 ألف                                                                            | 22.60 ألف                                                 |
| الناتج المحلي الإجمالي للفرد دولار أمريكي                 | 17.21 ألف                                                                           |                                                           |
| مؤشر التنمية البشرية                                      | 0.782                                                                               | 0.839                                                     |
| رمز المكالمات الدولي                                      | +359                                                                                | +356                                                      |
| رمز الإنترنت                                              | .bg، .бг ‏                                                                           | .mt                                                       |
| المنطقة الزمنية                                           | ت ع م+02:00، ت ع م+03:00، أوروبا/صوفيا ‏، توقيت شرق أوروبا، توقيت شرق أوروبا الصيفي ‏ | توقيت وسط أوروبا، ت ع م+01:00، ت ع م+02:00، أوروبا/مالطا ‏ |

## مدن متوأمة
في ما يلي قائمة باتفاقيات التوأمة بين مدن بلغارية ومالطية:
- ترتبط تريافنا مع مارساسكالا باتفاقية توأمة.
- ترتبط فيليكو ترنوفو مع ترزين باتفاقية توأمة منذ 25 مارس 1983.[17][18][19][20]
- ترتبط Veliko Tarnovo Municipality [الإنجليزية]‏ مع ترزين باتفاقية توأمة منذ 22 سبتمبر 1989.[18][21][22][23]

## منظمات دولية مشتركة
يشترك البلدان في عضوية مجموعة من المنظمات الدولية، منها:
| علم المنظمة | اسم المنظمة                               | تاريخ انضمام بلغاريا | تاريخ انضمام مالطا |
| ----------- | ----------------------------------------- | -------------------- | ------------------ |
|             | الاتحاد الأوروبي                          | 2007                 | 1 مايو 2004        |
|             | وكالة ضمان الاستثمار متعدد الأطراف        | 23 سبتمبر 1992       | 12 سبتمبر 1990     |
|             | الأمم المتحدة                             | 14 ديسمبر 1955       | 1 ديسمبر 1964      |
|             | الفريق المعني برصد الأرض                  | ?                    | ?                  |
|             | منظمة حظر الأسلحة الكيميائية              | ?                    | ?                  |
|             | منظمة التجارة العالمية                    | 1 ديسمبر 1996        | ?                  |
|             | منظمة الشرطة الجنائية الدولية             | ?                    | ?                  |
|             | منظمة الأمن والتعاون في أوروبا            | 25 يونيو 1973        | 25 يونيو 1973      |
|             | يونسكو                                    | 17 مايو 1956         | 10 فبراير 1965     |
|             | مجلس أوروبا                               | 7 مايو 1992          | ?                  |
|             | الاتحاد البريدي العالمي                   | ?                    | ?                  |
|             | البنك الدولي للإنشاء والتعمير             | 25 سبتمبر 1990       | 26 سبتمبر 1983     |
|             | الاتحاد الدولي للاتصالات                  | 18 سبتمبر 1880       | 1965               |
|             | مؤسسة التمويل الدولية                     | 22 يوليو 1991        | 1 يونيو 2005       |
|             | المنظمة الأوروبية لسلامة الملاحة الجوية   | 1997                 | 1989               |
|             | المركز الدولي لتسوية المنازعات الاستشارية | 13 مايو 2001         | 3 ديسمبر 2003      |
|             | مجموعة أستراليا                           | 2001                 | 2004               |
|             | مجموعة الموردين النوويين                  | ?                    | ?                  |

## وصلات خارجية
- موقع وزارة الخارجية البلغارية
- موقع وزارة الخارجية المالطية